# Amplypterus
Amplypterus é um gênero de mariposa pertencente à família Bombycidae.